# Eriko Malatesta
Eriko Malatesta (ital. Errico Malatesta; 14. decembar 1853 — 22. jul 1932) bio je italijanski anarhista, teoretičar i revolucionar.

## Biografija
Malatesta je rođen u Kapui, pored Napulja, Italija. U svojim tinejdžerskim godinama, dok je studirao medicinu na Napuljskom Univerzitetu, pao je pod uticaj Macinijevskog republikanizma, a kasnije 1871, delom zbog svog oduševljena za Parisku komunu i svog prijateljstva sa Karmelom Paladinom pridružio se napuljskoj sekciji Međunarodnog udruženja radnika. Sledeće godine sprijateljio se sa Bakunjinom i učestvovao sa njim u St. Imerskom kongresu Internacionale.
Između 1872. i 1876, blisko sarađujući sa Bakunjinom, Kafierom i Kostom, Malatesta je doprineo širenju Internacionalističke propagande u celoj Italiji. Zbog toga je u zatvoru proveo 1873. šest meseci, a između 1874. i 1875. jednu godinu.
U aprilu 1877. Malatesta, Kafiero i 30 drugih počeli su zaveru u provinciju Benevento. Naoružana grupa, sa velikom crno-crvenom zastavom na čelu umarširala je u Matiske planine i uskoro zauzela selo Letino, bez borbe, pošto su bili pozdravljeni od seljaka. Oružje i oduzeta imovina su podeljeni ljudima, novac od poreza je vraćen i zvanični dokumenti su uništeni. Sledećeg dana na isti način je zauzeto i selo Galjo. Dok su napuštali Galjo internacionalisti su bili opkoljeni od strane vladinih trupa i svi su uhapšeni. Pošto su bili držani preko godinu dana u zatvoru pre nego što su izvedeni na suđenje, svi optuženi su posle toga pušteni.
Nakon što je izašao iz zatvora Malatesta se vratio u Napulj, ali ga je stalno policijsko praćenje nateralo da napusti Italiju. Iz Napulja je otišao u Egipat, da bi odatle ubrzo bio proteran od strane italijanskog konzula. Nakon što mu je onemogućeno da uđe u Siriju, Tursku i Italiju, uspeo je da brodom otputuje u Marsej. Odatle je otišao u Ženevu gde je pomogao Kropotkinu u izdavanju "La Revoltea". Pošto je proteran iz Švajcarske Malatesta je neko vreme radio u Rumuniji pre nego što će otputovati u London preko Francuske i Belgije. U London je stigao krajem 1880. i neko vreme radio je kao prodavac sladoleda i kasnije kao mehaničar, što će činiti u još nekoliko navrata u kasnijim godinama. Dok je bio u Londonu učestvovao je 1881. u kongresu Internacionale na kom je osnovana Anarhistička internacionala.
Napuštajući London 1882. Malatesta je otišao u Egipat gde se sa Egipćanima borio protiv britanskih kolonijalista. Sledeće godine vratio se ilegalno u Italiju. Skrasivši se u Firenci, osnovao je nedeljnik "La Questione Sociale", prve ozbiljne anarhističke novine u Italiji. U tom nedeljniku je 1884. izašao Malatestin najpoznatiji pamflet „Fra Contadini“. Iste godine uhapšen je i osuđen na 3 godine zatvora i dok je čekao na izdražavanje kazne otišao je u Napulj i pomagao žrtvama epidemije kolere, kao i mnogi drugi anarhisti i socijalisti toga vremena.
Primoran da još jednom pobegne iz Italije da bi izbegao zatvor, Malatesta je otišao u Južnu Ameriku. Od 1885. do 1889. živeo je u Buenos Ajresu (izuzev par odlazaka u Montevideo) gde je obnovio izdavanje „La Questione Sociale” i uticao je na stvaranje Pekarskog sindikata, prvog militantnog radničkog sindikata u Argenitini.
Vrativši se u Evropu 1889. neko vreme je živeo u Nici gde je izdavao nove novine „L'Associazione“, pre nego što je bio primoran da izbegne u London. Za narednih osam godina učinio je London svojom bazom, a često je ilegalno putovao u Francusku, Švajcarsku i Italiju, kao i odlazeći u Španiju na dve predavačke turneje sa Taridom del Marmolom. U Londonu je napisao nekoliko važnih pamfleta, uključujući i „In tempo di elezione” i „L'Anarchia”.
1897. zahvaljujući amnestiji italijanske vlade Malatesta se vraća u Italiju. Smirivši se u Ankoni počeo je izdavanje novih novina „L'Agitazione”. Sledeće godine međutim, bio je uhapšen i osuđen na šest meseci zatvora praćenih petogodišnjim izgnanstvom na kazneno ostrvo. Prvo je poslat na ostrvo Ustika, a kasnije na Lampedusu sa kog je izveo dramatičan beg, vrativši se u London preko Malte 1889. Iste godine proveo je nekoliko meseci u SAD, obnavljajući izdavanje „La Questione Sociale”. Kasnije, obraćajući se skupu u Vest Hobotenu pogođen je u nogu iz pištolja jednog individualiste anarhiste koji se nije slagao sa njim u pogledu organizacije. Iz SAD Malatesta se vratio u London preko Kube.
Još jednom je u Londonu našao posao mehaničara, vodeći malu radionicu u Ajslingtonu. Između 1900. i 1913. osnovao je nekoliko novina, sve na italijanskom, od kojih su najvažnije bile: „Cause ed Effeti”, „L'Internazionale”, „La Rivoluzione Sociale”. 1907. je učestvovao u Međunarodnom anarhističkom kongresu u Amsterdamu gde se energično suprotstavio Monateu po pitanju revolucionarnog sindikalizma. 1912. Malatesta je osuđen na tri meseca zatvora i preporučena je njegova deportacija. Samo ga je veliki javni protest spasao od kazne.
1913. Malatesta se vratio ponovo u Italiju gde je izdavao „Volontá„ u Ankoni dok ga izbijanje Prvog svetskog rata u avgustu 1914. nije nateralo da otputuje u London. Dok je bio u Italiji upoznao se sa Musolinijem, koji je u to vreme bio urednik socijalističkog časopisa „Avanti”.
Ratne godine donele su mnogo konfuzije u anarhističkom pokretu, pa su neke istaknute ličnosti (među njima i Kropotkin i Grave) otvoreno podržale saveznike. Malatesta kao i uvek ostajući lojalan svojim anarhističkim principima, energično se suprotstavio ratu i nikad nije prestao da ga osuđuje. Bio je jedan od potpisnika Međunarodnog anarhističkog manifesta protiv rata i odgovorio je na Kropotkinovu poziciju sa člancima poput „Provladini anarhisti” i „Da li su anarhisti zaboravili svoje principe”.
1919. Malatesta se poslednji put vraća u Italiju, nastanjujući se u Đenovi gde je njegov dolazak dočekan sa velikim entuzijazmom. Istog trenutka ponovo se uključio u borbu. Pošto se preselio u Milano prihvatio je da bude urednik novoosnovanog dnevnika „Umanitá Nova” koji je uskoro dostigao tiraž od 50.000. U julu 1920. učestvovao je na drugom kongresu Unije italijanskih anarhista (Union Anarchica Italiana) koja je prihvatila program koji je on napisao. Sledećeg meseca podržao je zauzimanja fabrika u Torinu i Milanu. Krajem godine uhapšen je sa 80 drugih militantnih anarhista i zadržan u zatvoru skoro godinu dana pre nego što je izveden na sud gde je oslobođen.
Po puštanju iz zatvora preselio se u Rim i nastavio sa uređivanjem „Umanitá Nove” dok nije bila ugašena nakon Musolinijevog marša na Rim, tokom kog su fašisti spalili Malatestin portret na trgu Kavur (Plaza Cavour). Sa gašenjem „Umanitá Nove” Malatesta je otvorio malu radionicu za mehaničke popravke i električne instalacije, ali je bio primoran da je zatvori pošto je policija počela da muči njegove mušterije.
1924. počeo je da uređuje dvomesečni „Pensiero e Volontá” koji je sadržavao neke od njegovih najboljih tekstova dok nije ugušen 1926. zajedno sa drugim antifašističkim publikacijama.
Krajem 1926. nakon nekoliko meseci policijskog uznemiravanja, Malatesta je stavljen u kućni pritvor. Praktično zatočen u svom stanu još uvek je uspevao da piše članke za anarhističku štampu uglavnom „Le Reveil” iz Genove i „L'Adunata Dei Refrattari” iz Njujorka. Početkom 1932. oboleo je od bolesti pluća i umro u julu 1932. u osamdesetoj godini.

## Spoljašnje veze
- Радови Малатесте, Анархистичка библиотека
- Izvorni članak na Kontrapunktu
- Malatestina sabrana dela, slike i biografija
- Malatestini članci i članci o Malatesti
- Eriko Malatesta: Anarhizam i vlast